# ماتی کامنتس
ماتی کامنتس (انگلیسی: Matti Kamenz؛ زادهٔ ۹ اوت ۱۹۹۸) بازیکن فوتبال اهل آلمان است.
از باشگاه‌هایی که در آن بازی کرده‌است می‌توان به باشگاه فوتبال انرژی کوتبوس اشاره کرد.